# Sungai Pahu
Sungai Pahu är ett vattendrag i Indonesien. Det ligger i den nordvästra delen av landet, 1 200 km nordost om huvudstaden Jakarta.